# Зажигательная трубка
Зажигательная трубка — устройство для ручного подрыва заряда взрывчатого вещества, состоящее из капсюля-детонатора с присоединённым отрезком огнепроводного шнура.
Зажигательные трубки могут снабжаться тёрочным или механическим воспламенителем огнепроводного шнура.